# Aldrig skråt
Aldrig skråt er en dansk eksperimentalfilm fra 1952 instrueret af Søren Melson.

## Handling
En færdselspropagandafilm med budskabet: "Man skal aldrig gå skråt over gaden" formidlet via abstrakt tegneteknik. En cirkel i et kaos af streger udvikles til et "For Gaaende"-skilt med lydbaggrund trafikulykke, ambulance, kirkeklokker. Filmen blev aldrig udsendt (kilde: Helge Krarup og Carl Nørrested: Eksperimentalfilm i Danmark, 1986).